# Kötelespéldány
A kötelespéldány  a meghatározott példányszámot elérő, nyilvános terjesztésre szánt szerzői mű olyan példánya, amelyet a kiadó köteles meghatározott intézménynek (általában a nemzeti könyvtárnak) beszolgáltatni. A kötelespéldány szolgáltatásának kötelezettségét és feltételeit jogszabályok írják elő.
A Magyar Közlöny 2019. évi 137. számában jelent meg az új magyar szabályozás: a 195/2019. (VIII. 1.) Korm. rendelet A kiadványok kötelespéldányainak szolgáltatásáról, megőrzéséről és használatáról. Ez a jogszabály 2020. január 1-jével lép hatályba.

## Funkciója
- A nemzeti könyvtárak egyik feladata az adott országhoz, néphez kötődő dokumentumok gyűjtése, főként kötelespéldányok beszolgáltatása által. Magyarországon a  hungarikumnak számító műveket – ebbe beletartozik minden magyar szerző által írt mű, minden Magyarországon megjelent mű, minden magyar nyelvű mű, illetve minden, ami témájában Magyarországhoz kötődik.
- A 60/1998. (III. 27.) Korm sz. rendelet 2. §-a szerint a kötelespéldány-szolgáltatás szolgálja a sajtótermékek
  - nemzeti könyvtári, filmarchívumi, egyéb közgyűjteményi gyűjtését és megőrzését,
  - nemzeti bibliográfiai nyilvántartását,
  - nyilvános könyvtári rendszerben való hozzáférhetővé tételét,
  - statisztikai számbavételét,
  - igazgatási feladatok ellátását.

## Története
Magyarországon a kolozsvári királyi lyceum volt az első könyvtár, amelynek részére biztosították a kötelespéldányokat (1828). A Magyar Tudományos Akadémia könyvtára számára az 1839/40. VI. törvénycikk rendelte el ugyanezt.

## A magyarországi jogi szabályozás
A kötelespéldány-szolgáltatást törvény írja elő, minden több mint 50 példányszámban megjelent és nyilvános terjesztésre szánt műből a kiadó köteles példányokat küldeni a nemzeti könyvtáraknak.

### Sajtótermékből
A sajtóról szóló 1986. évi II. törvény 16. § (2) bekezdése szerint „A jogszabályban meghatározott sajtótermékből tudományos és igazgatási célokra ingyenes köteles példányt kell a jogszabályban megjelölt szervek rendelkezésére bocsátani. A kötelespéldány az arra jogosult szerv tulajdonában marad.”
E törvény 16. § (3) bekezdése adott felhatalmazást a Kormánynak, hogy a köteles- és tiszteletpéldányok rendelkezésre bocsátását rendeletben szabályozza. Ez a 60/1998. (III. 27.) Korm. sz. rendelet.
A rendelet tárgyi hatálya kiterjed
- a sajtótermékekre,
- a Magyarországon működő nyomdákra (sokszorosító szervekre), gyártókra, kiadókra, valamint forgalmazókra,
- a köteles példányokból részesülő nyilvános könyvtárakra, és
- az igazgatási feladatokat ellátó szervekre. (1. §)

Kötelespéldányokat kell szolgáltatni a legalább 50 példányban sokszorosított
- a) Magyarországon előállított, vagy
- b) külföldön előállított és belföldön kiadott

sajtótermékből. (3. § (1) bek.)
Film, videodokumentum és elektronikus dokumentum esetében az előállított példányszámtól függetlenül kell kötelespéldányokat szolgáltatni
- a) a Magyarországon előállított, vagy
- b) a külföldön előállított és belföldön kiadott, vagy
- c) a külföldön előállított és belföldön forgalomba hozott

filmből, a video- és elektronikus dokumentumból (a forgalmazási szerződéstől függően a forgalmazási jog lejárta után). (3. § (2) és (3) bek.)
Köteles példányokat kell szolgáltatni a sajtótermékek minden kiadási és előállítási változatából (beleértve az elektronikus változatot is), kivéve a tárgyévi változatlan utánnyomásokat. (3. § (4) bek.)
(5) Köteles példányokat kell szolgáltatni abból a sajtótermékből is,
- a) amelynek nyilvános közlését a bíróság - részben vagy egészben - megtiltotta,
- b) amely a kiadó intézkedése alapján terjesztési korlátozás alá esik.

Kivételek:  Nem kell köteles példányokat szolgáltatni
- b) az időszaki kiadványok és a szabályzatok kivételével a jogi személyek és a jogi személyiséggel nem rendelkező gazdálkodó szervezetek működésével kapcsolatban keletkezett, azok irattárában, kép- és hangfelvételtárában őrzött sajtótermékekből,
- c) az ügykezelésre szánt hivatali és üzleti nyomtatványokból,
- d) a tervdokumentációkból, a műszaki rajzokból, a cikklistákból, a kódszámjegyzékekből, a vizsgakérdésekből, a tételjegyzékekből,
- e) a munkatérképekből,
- f) a névjegyekből. (6. § (1) bek.)
- Kivétel a kivétel alól: A 6. §  bekezdésben felsorolt sajtótermékekből is köteles példányokat kell szolgáltatni, ha azok szolgáltatási kötelezettség alá eső sajtótermékek kiegészítő részei vagy mellékletei. (6. § (2) bek.)

### A rendelet alanyi hatálya (a szolgáltató)
- 4. § (1) A köteles példányok szolgáltatására kötelezett (a továbbiakban: szolgáltató):

a) a nyomda (sokszorosító szerv),
b) film esetében a gyártó,
c) a 3. § (2) bekezdésének c) pontjában említett termékek esetében az első forgalmazó.
- (2) Az (1) bekezdéstől eltérően a kiadó a szolgáltató, ha

a) a sajtótermékeket több szervezet állítja elő,
b) a sajtótermékeket egészben vagy részben külföldön állítják elő.
- (3) A terjesztés előtt elkobzott sajtótermék köteles példányait az elkobzást foganatosító hatóság szolgáltatja.
- (4) A köteles példányokat a szolgáltató a kiadó (megrendelő) terhére szolgáltatja.
- (5) A köteles példányok és a 10. § (1) bekezdése szerint felajánlott példányok szállítási költsége a szolgáltatót terheli. A postán vagy fuvarozó útján továbbított kötelespéldány-küldeményt a feladónak teljes mértékben díjmentesítenie kell.

### Példányszámok és kedvezményezettek
- 5. § (1) A sajtótermékből - a (3) bekezdésben foglaltak kivételével - hat köteles példányt kell ingyenesen szolgáltatni az Országos Széchényi Könyvtár (OSZK) számára.
- (2) A szolgáltatók a székhelyük szerint illetékes megyei könyvtárnak, illetve a Fővárosi Szabó Ervin Könyvtárnak (FSZEK) a helyi vonatkozású sajtótermékből - az OSZK-nak küldött köteles példányokon felül - egy példányt kötelesek ingyenesen szolgáltatni.
- (3) Az (1) bekezdéstől eltérően

a) három köteles példányt kell szolgáltatni az OSZK számára a mellékletben felsorolt sajtótermékekből,
b) két köteles példányt kell szolgáltatni az OSZK számára a 3. § (5) bekezdésében felsorolt sajtótermékekből,
c) egy-egy köteles példányt kell szolgáltatni az OSZK és a Magyar Filmintézet (MF) számára a műsoros videodokumentumokból,
d) egy köteles példányt kell szolgáltatni az MF számára a filmekből, a filmek és filmszínházak szöveges plakátjaiból és műsorfüzeteiből.

### Minőségi követelmények
- 7. § (1) Köteles példányként csak hibátlan, teljes példányok szolgáltathatók. A hibás vagy nem teljes példányt a szolgáltató az értékesítéstől számított 3 napon belül köteles hibátlan példányra kicserélni, illetve kiegészíteni.
- (2) A nyomda mulasztása esetén a köteles példányokat a kiadónak kell szolgáltatni. Ha a szolgáltató a köteles példányok szolgáltatását elmulasztja, az OSZK a köteles példányokat megvásárolja, illetőleg az eredeti sajtótermékről másolatot készít, vagy szerez be. A szolgáltató a mulasztással okozott kárt köteles megtéríteni.